# Złota Gruszka

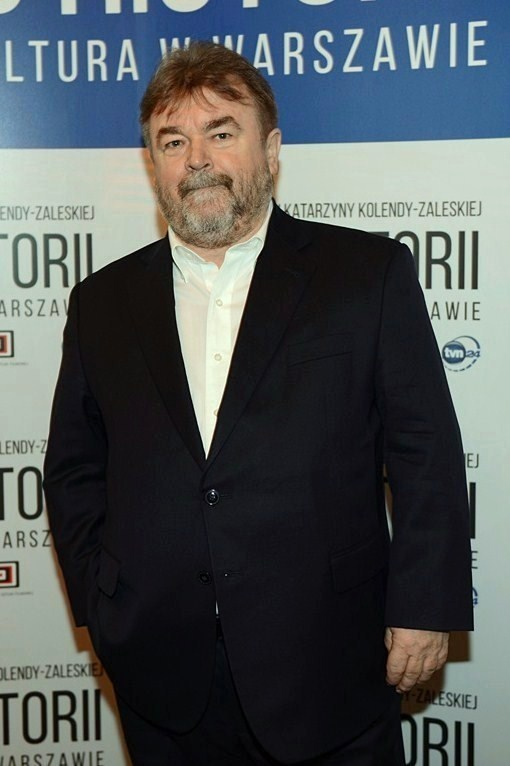
Edward Miszczak, laureat Złotej Gruszki za 1997 rok

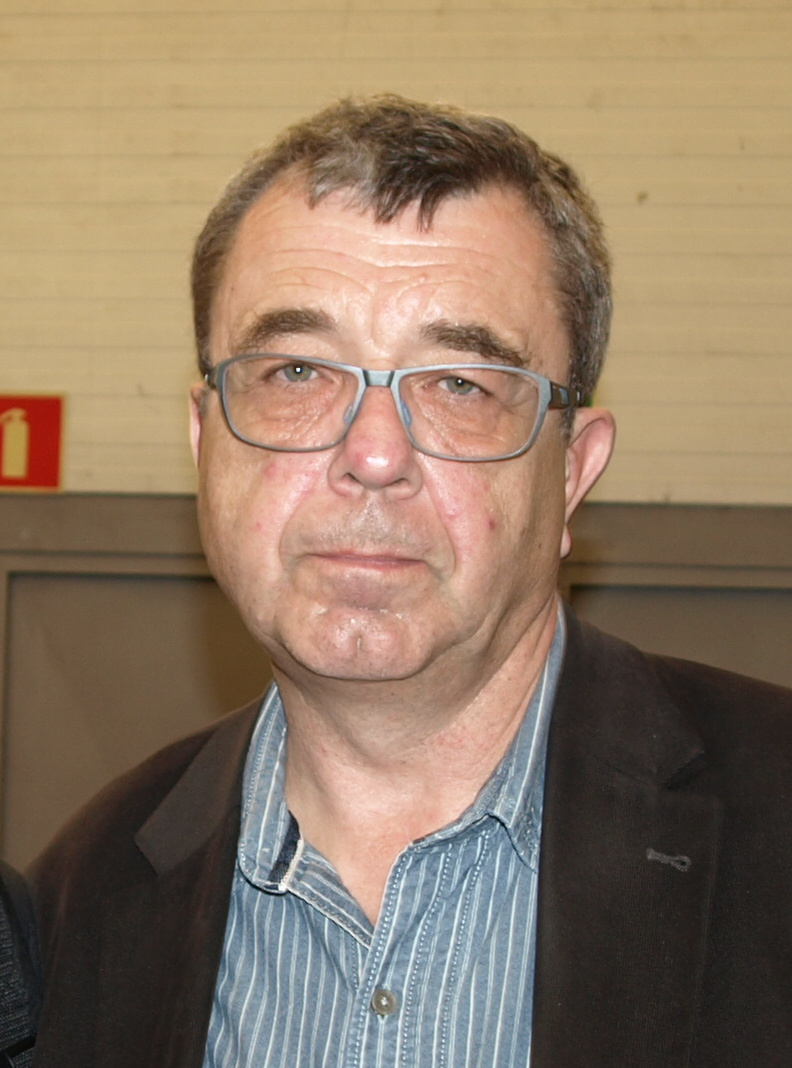
Grzegorz Miecugow, laureat Złotej Gruszki za 2008 rok

Złota Gruszka – nagroda dziennikarska Oddziału Stowarzyszenia Dziennikarzy w Krakowie przyznawana od 1989 roku za szczególne osiągnięcia dziennikarskie.

## Opis nagrody
Laureatów spośród grona dziennikarzy prasowych, radiowych i telewizyjnych wybiera w głosowaniu tajnym zwykłą większością głosów kapituła nagrody złożona z poprzednich zdobywców Złotej Gruszki oraz Zarządu Oddziału Stowarzyszenia Dziennikarzy RP w Krakowie.
Nagroda jest przyznawana w trzech kategoriach corocznie w maju, w zabytkowej Sali Fontanowskiej XIV-wiecznej Kamienicy „Pod Gruszką” przy ul. Szczepańskiej 1 w Krakowie, w której mieści się klub dziennikarski. Laureaci otrzymują statuetki odlanych w brązie grusz z imiennymi inskrypcjami.

## Nagrodzeni
Źródło:.
| - Leszek Konarski (1989) - Henryk Cyganik (1990) - Jan Adamczewski (1991) - Zbigniew Bauer (1992) - Ewa Kopcik (1995) - Jerzy Piekarczyk (1996) - Edward Miszczak (1997) - Andrzej Mleczko (1998) - Bruno Miecugow (1999) - Wiesław Kolarz (2000) - Jerzy Pałosz (2001) - Grażyna Starzak (2002) - Marek Bartosik (2003) - Krzysztof Krzyżanowski (2004) - Zbigniew Bartuś (2005) - Andrzej Kozioł (2006) - Marian Nowy (2007) - Grzegorz Miecugow (2008) - ks. Adam Boniecki (2009) - Wacław Krupiński (2010) - Maria Lisińska Kozioł (2011) - Jerzy Jurecki (2012) - Sławomir Mokrzycki (2013) - Tadeusz Kwaśniak (2014) - Jan Zych (2015) - Jan Stępień (2016) | - Katarzyna Kobylarczyk (2004) - Wojciech Brzeziński (2005) - Katarzyna Janiszewska (2006) - Marta Paluch (2007) - Tomasz Ponikło (2008) - Dariusz Zalewski (2010) - Magdalena Hejda (2009) - Marcin Ogdowski (2011) - Piotr Rąpalski (2012) - Piotr Tymczak (2013) - Agnieszka Łoś (2014) - Mateusz Kudła (2015) - Agnieszka Molęda-Pietras (2016) | - Ludwik Jerzy Kern (2001) - Olgierd Jędrzejczyk (2010) - Jerzy Pomianowski (2011) - Jerzy Skrobot (2012) - Zbigniew Bajka (2013) - Zbigniew Święch (2014) - Jan Pieszczachowicz (2015) - Mieczysław Czuma (2016) - Andrzej Sikorowski (2017) |